# Alilaguna Oro vízibusz (Velence)
A velencei Alilaguna Oro jelzésű vízibusz a San Marco és a tesserai repülőtér között közlekedett. A viszonylatot az Alilaguna S.p.A. üzemeltette.

## Története
2000-ben már létezett egy ugyanezen a útvonalon közlekedő járat Alilaguna 2-es jelzéssel, de azt rövid időn belül megszüntették.
Az Alilaguna Oro vízibusz 2007-től az eredeti útvonalán járt. 2011-től csak nyári időszakban közlekedett, majd 2013-ban, a téli menetrenddel megszűnt.
Az Alilaguna Oro története:
| Időszak     | Járat- szám   | Megállók                                                     |
| ----------- | ------------- | ------------------------------------------------------------ |
| 2000        | Alilaguna 2   | San Marco (Giardinetti) – San Zaccaria (Jolanda) – Aeroporto |
| 2007 – 2013 | Alilaguna Oro | San Marco (Giardinetti) – San Zaccaria (Jolanda) – Aeroporto |

## Megállóhelyei
| sz. | idő (perc) | megállóhely neve        | sz. | idő (perc) | látnivalók                                                                    |
| --- | ---------- | ----------------------- | --- | ---------- | ----------------------------------------------------------------------------- |
| 0   | 0          | San Marco (Giardinetti) | 2   | 60         | Szent Márk tér, Dózsepalota, Harry's Bar, Palazzo Giustinian, Palazzo Tiepolo |
| 1   | 4          | San Zaccaria (Danieli)  | 1   | 56         | Szent Márk tér, Dózse-palota, San Zaccaria                                    |
| 2   | 60         | Aeroporto               | 0   | 0          | Velence Marco Polo repülőtér                                                  |

Megjegyzés: A dőlttel szedett járatszámok időszakos (nyári) járatokat jelölnek.